# Eleições estaduais no Rio Grande do Norte em 2002
As eleições estaduais no Rio Grande do Norte aconteceram em 6 de outubro como parte das eleições gerais no Distrito Federal e em 26 estados. Foram eleitos a governadora Wilma de Faria, o vice-governador Antônio Jácome, os senadores Garibaldi Alves Filho e José Agripino Maia, oito deputados federais e vinte e quatro estaduais. Como nenhum candidato a governador alcançou a maioria dos votos válidos, houve um segundo turno em 27 de outubro e conforme a Constituição a posse da governadora e do vice-governador se daria em 1º de janeiro de 2003 para quatro anos de mandato.
Nascida em Mossoró e formada em Letras na Universidade Federal do Rio Grande do Norte com especialização em Sociologia, Wilma de Faria lecionou na referida instituição, foi assessora da Secretaria de Educação e Cultura de Natal na gestão do prefeito Vauban Bezerra e coordenadora de projetos e convênios da Pró-Reitoria de Planejamento e Coordenação Geral da UFRN. Primeira-dama potiguar no governo Lavoisier Maia, desenvolveu ações de voluntariado, de assistência social e ainda colaborou com a Associação de Pais e Amigos dos Excepcionais. No primeiro governo José Agripino Maia foi secretaria do Trabalho e Bem-Estar Social presidindo ainda a Fundação Estadual do Trabalho e Ação Comunitária e o Conselho Estadual de Menores, entretanto afastou-se para concorrer à prefeitura de Natal pelo PDS em 1985 numa disputa vencida pelo PMDB de Garibaldi Alves Filho. Eleita deputada federal em 1986, migrou para o PDT e foi eleita prefeita de Natal em 1988. Ao deixar o Palácio Felipe Camarão ingressou no PSB e embora tenha perdido as eleições para o governo potiguar em 1994, retornou à prefeitura de Natal em 1996 e foi reeleita em 2000, renunciando ao cargo seis meses antes de eleger-se governadora do Rio Grande do Norte em 2002, estado que já foi governado por seus tios-avôs Juvenal Lamartine de Faria e Dinarte Mariz.
O vice-governador eleito foi o médico, advogado e teólogo paraibano Antônio Jácome. Nascido em Sousa, graduou-se na Universidade Federal do Rio Grande do Norte, na Universidade Potiguar e na Faculdade Teológica de Ciências Humanas e Sociais Logos (FAETEL), respectivamente. Detém especialização nas áreas de Medicina Estética, Medicinado Antienvelhecimento, Medicina Ortomolecular e Direito Público em instituições como: o Centro de Estudos e Pesquisas e Consultoria de Saúde (CEPECS) em Belo Horizonte, a Fundação de Apoio à Pesquisa e Estudo na Área de Saúde (FAPES) em São Paulo e mestrado em Teologia na FAETEL. Filiado ao PMDB foi eleito vereador em Natal em 1988 e deputado estadual em 1990. Ao aproximar-se de Wilma de Faria, foi seu auxiliar na prefeitura da capital potiguar como secretário municipal de Promoção Social, membro do Conselho Municipal da Criança e do Adolescente e secretário municipal de Assuntos Comunitários. Eleito vereador pelo PDT em Natal em 1996, migrou para o PSB sendo eleito deputado estadual em 1998 e vice-governador do Rio Grande do Norte em 2002.

## Resultado da eleição para governador

### Primeiro turno
Conforme o acervo do Tribunal Superior Eleitoral foram apurados 1.310.730 votos nominais.
| Candidatos a governador do estado | Candidatos a vice-governador | Número | Coligação                                               | Votação | Percentual |
| --------------------------------- | ---------------------------- | ------ | ------------------------------------------------------- | ------- | ---------- |
| Wilma de Faria PSB                | Antônio Jácome PSB           | 40     | Vitória do Povo (PSB, PST, PGT)                         | 492.756 | 37,59%     |
| Fernando Freire PPB               | Laíre Rosado PMDB            | 11     | Unidade Popular (PPB, PMDB, PSDB, PSD, PHS, PTN, PTdoB) | 404.865 | 30,89%     |
| Fernando Bezerra PTB              | Carlos Augusto Rosado PFL    | 14     | Vontade do Povo (PTB, PFL, PPS, PV, PAN, PSL)           | 261.225 | 19,93%     |
| Ruy Pereira PT                    | Anchieta Lopes PCdoB         | 13     | Frente Popular Potiguar (PT, PCdoB, PL, PMN)            | 147.380 | 11,24%     |
| Sônia Godeiro PSTU                | Francisco Varela PSTU        | 16     | PSTU (sem coligação)                                    | 2.392   | 0,18%      |
| Marcônio Cruz PSC                 | Antônio de Oliveira PRP      | 20     | Força do Povo (PSC, PRP)                                | 1.498   | 0,12%      |
| Roberto Ronconi PSDC              | Elizabeth Farias PSDC        | 27     | PSDC (sem coligação)                                    | 614     | 0,05%      |

### Segundo turno
Conforme o acervo do Tribunal Superior Eleitoral foram apurados 1.344.155 votos nominais.
| Candidatos a governador do estado | Candidatos a vice-governador | Número | Coligação                                               | Votação | Percentual |
| --------------------------------- | ---------------------------- | ------ | ------------------------------------------------------- | ------- | ---------- |
| Wilma de Faria PSB                | Antônio Jácome PSB           | 40     | Vitória do Povo (PSB, PST, PGT)                         | 820.541 | 61,05%     |
| Fernando Freire PPB               | Laíre Rosado PMDB            | 11     | Unidade Popular (PPB, PMDB, PSDB, PSD, PHS, PTN, PTdoB) | 523.614 | 38,95%     |

## Biografia dos senadores eleitos

### Garibaldi Alves Filho
Advogado nascido em Natal e formado na Universidade Federal do Rio Grande do Norte, o jornalista Garibaldi Alves Filho foi chefe de gabinete da prefeitura de Natal na gestão de seu tio, Agnelo Alves, que acabaria cassado em 1969 pelo Ato Institucional Número Cinco, mesmo destino de Garibaldi Alves, pai de Garibaldi Alves Filho. Filiado ao MDB e ao PMDB foi eleito deputado estadual em 1970, 1974, 1978 e 1982. Eleito prefeito de Natal em 1985 ao derrotar Wilma de Faria, conquistou um mandato de senador em 1990. Eleito governador do estado em 1994 e reeleito em 1998, elegeu-se senador em 2002 e durante o mandato foi escolhido presidente do Senado Federal em 12 de dezembro de 2007 sob o impacto do Renangate. Foi reeleito senador em 2002.

### José Agripino Maia
Engenheiro civil natural de Mossoró e formado em 1967 pela Universidade do Estado do Rio de Janeiro, José Agripino Maia trabalhou na iniciativa privada antes do ingresso na vida política. Nomeado prefeito de Natal em 1979 pelo governador Lavoisier Maia, passou da ARENA para o PDS e nesta legenda foi eleito governador do Rio Grande do Norte em 1982. Criado o PFL às vésperas da Nova República, elegeu-se senador em 1986, ajudou a escrever a Carta de 1988 foi ungido governador potiguar pela segunda vez em 1990 e regressou ao Senado Federal em 1994. Embora tenha perdido a eleição para governador em 1998, foi reeleito ao buscar um novo mandato de senador em 2002.

## Resultado da eleição para senador

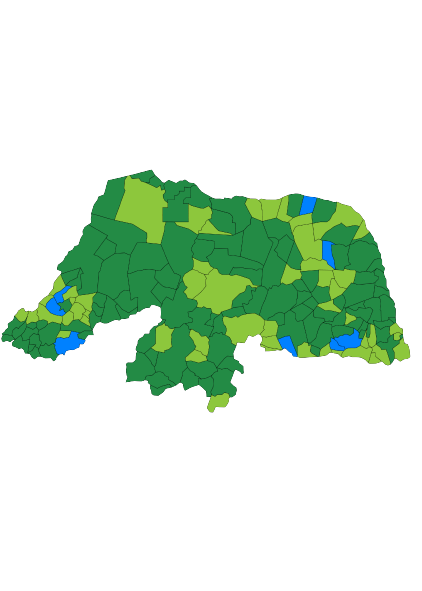
Mapa do Senado. Em Verde Garibaldi Alves (PMDB), Verde Claro José Agripino (PFL)
Azul Geraldo Melo (PSDB)

Conforme o acervo do Tribunal Superior Eleitoral foram apurados 2.423.663 votos nominais.
| Candidatos a senador da República | Candidatos a suplente de senador                           | Número | Coligação                                               | Votação | Percentual |
| --------------------------------- | ---------------------------------------------------------- | ------ | ------------------------------------------------------- | ------- | ---------- |
| Garibaldi Alves Filho PMDB        | João Faustino PSDB Carlos Alberto de Oliveira Torres PMDB  | 154    | Unidade Popular (PPB, PMDB, PSDB, PSD, PHS, PTN, PTdoB) | 714.363 | 29,48%     |
| José Agripino Maia PFL            | José Bezerra de Araújo Júnior PFL Edivan Secundo Lopes PTB | 252    | Vontade do Povo (PTB, PFL, PPS, PV, PAN, PSL)           | 594.912 | 24,53%     |
| Geraldo Melo PSDB                 | Garibaldi Alves PMDB Hermano Morais PSDB                   | 456    | Unidade Popular (PPB, PMDB, PSDB, PSD, PHS, PTN, PTdoB) | 479.723 | 19,79%     |
| Augusto Viveiros PFL              | Raimundo de Freitas PFL Fátima Lapenda PFL                 | 253    | Vontade do Povo (PTB, PFL, PPS, PV, PAN, PSL)           | 221.147 | 9,13%      |
| Hugo Manso PT                     | Gutemberg Queiroz PT Lailson de Almeida PT                 | 131    | Frente Popular Potiguar (PT, PCdoB, PL, PMN)            | 217.911 | 8,99%      |
| José Marcelo de Souza PT          | Geraldo Saraiva PT Volclene Bezerra PT                     | 133    | Frente Popular Potiguar (PT, PCdoB, PL, PMN)            | 113.405 | 4,68%      |
| Ismael Wanderley Filho PSB        | Luiz Augusto Maranhão PST Ailton Fagundes PGT              | 404    | Vitória do Povo (PSB, PST, PGT)                         | 68.480  | 2,83%      |
| Maurício Pereira Dantas PRP       | Não disponível - Não disponível -                          | 444    | Força do Povo (PSC, PRP)                                | 6.697   | 0,28%      |
| Fernando Antônio dos Santos PSTU  | Myltson Vieira PSTU Manoel Messias PSTU                    | 162    | PSTU (sem coligação)                                    | 4.684   | 0,19%      |
| Ana Célia Ferreira PSTU           | Edvaldo Lima PSTU José Garcia PSTU                         | 161    | PSTU (sem coligação)                                    | 2.341   | 0,10%      |

## Deputados federais eleitos
São relacionados os candidatos eleitos com informações complementares da Câmara dos Deputados.

Representação eleita
  PMDB: 3
  PFL: 2
  PT: 1
  PTB: 1
  PPB: 1

| Número | Deputados federais eleitos | Partido | Votação | Percentual | Cidade onde nasceu | Unidade federativa  |
| 1313   | Fátima Bezerra             | PT      | 161.875 | 11,08%     | Nova Palmeira      | Paraíba             |
| 1555   | Álvaro Dias                | PMDB    | 138.241 | 9,45%      | Natal              | Rio Grande do Norte |
| 1414   | Iberê Ferreira             | PTB     | 103.882 | 7,11%      | Natal              | Rio Grande do Norte |
| 2512   | Ney Lopes                  | PFL     | 97.425  | 6,67%      | Natal              | Rio Grande do Norte |
| 2511   | Betinho Rosado             | PFL     | 92.888  | 6,35%      | Mossoró            | Rio Grande do Norte |
| 1520   | Sandra Rosado              | PMDB    | 90.792  | 6,21%      | Mossoró            | Rio Grande do Norte |
| 1511   | Henrique Eduardo Alves     | PMDB    | 85.437  | 5,84%      | Rio de Janeiro     | Rio de Janeiro      |
| 1111   | Nélio Dias                 | PPB     | 79.399  | 5,43%      | Umarizal           | Rio Grande do Norte |

## Deputados estaduais eleitos
Estavam em jogo 24 cadeiras da Assembleia Legislativa do Rio Grande do Norte.

Representação eleita
  PPB: 8
  PFL: 4
  PMDB: 4
  PT: 2
  PSB: 2
  PTB: 1
  PL: 1
  PDT: 1
  PPS: 1

Fonteː
| Número | Deputados estaduais eleitos | Partido | Votação | Percentual | Cidade onde nasceu   | Unidade federativa  |
| 25111  | Robinson Faria              | PFL     | 44.879  | 3,07%      | Natal                | Rio Grande do Norte |
| 25221  | José Adécio Costa           | PFL     | 43.484  | 2,97%      | Pedro Avelino        | Rio Grande do Norte |
| 11607  | Luiz Almir                  | PPB     | 43.356  | 2,96%      | Juazeiro do Norte    | Ceará               |
| 11111  | Ricardo Motta               | PPB     | 39.999  | 2,74%      | Natal                | Rio Grande do Norte |
| 13666  | Fernando Mineiro            | PT      | 39.963  | 2,73%      | Curvelo              | Minas Gerais        |
| 15120  | Larissa Rosado              | PMDB    | 39.144  | 2,68%      | Mossoró              | Rio Grande do Norte |
| 15222  | Nelter Queiroz              | PMDB    | 37.354  | 2,55%      | Jucurutu             | Rio Grande do Norte |
| 11122  | Nelson Freire               | PPB     | 36.621  | 2,50%      | Natal                | Rio Grande do Norte |
| 40888  | Paulinho Freire             | PSB     | 35.352  | 2,42%      | Natal                | Rio Grande do Norte |
| 11222  | Alexandre Cavalcanti        | PPB     | 34.765  | 2,38%      | São Paulo do Potengi | Rio Grande do Norte |
| 14567  | Ezequiel Ferreira           | PTB     | 34.228  | 2,34%      | Natal                | Rio Grande do Norte |
| 25112  | Ruth Ciarlini               | PFL     | 34.073  | 2,33%      | Mossoró              | Rio Grande do Norte |
| 15141  | José Dias                   | PMDB    | 33.604  | 2,30%      | Umarizal             | Rio Grande do Norte |
| 11223  | Joacy Pascoal               | PPB     | 33.385  | 2,28%      | Recife               | Pernambuco          |
| 22222  | Vivaldo Costa               | PL      | 33.205  | 2,27%      | Caicó                | Rio Grande do Norte |
| 11444  | Francisco José              | PPB     | 33.063  | 2,26%      | Reriutaba            | Ceará               |
| 40111  | Márcia Maia                 | PSB     | 31.645  | 2,16%      | Natal                | Rio Grande do Norte |
| 11555  | Raimundo Fernandes          | PPB     | 30.808  | 2,11%      | São Miguel           | Rio Grande do Norte |
| 25110  | Getúlio Rêgo                | PFL     | 30.047  | 2,05%      | Portalegre           | Rio Grande do Norte |
| 15123  | Elias Fernandes Neto        | PMDB    | 29.662  | 2,03%      | Pau dos Ferros       | Rio Grande do Norte |
| 11333  | Vidaldo Costa               | PPB     | 28.234  | 1,93%      | São José do Seridó   | Rio Grande do Norte |
| 12000  | Gesane Marinho              | PDT     | 26.943  | 1,84%      | Recife               | Pernambuco          |
| 23123  | Wober Júnior                | PPS     | 24.033  | 1,64%      | Natal                | Rio Grande do Norte |
| 13123  | Paulo Davim                 | PT      | 18.359  | 1,26%      | Natal                | Rio Grande do Norte |